# The Amputee

The Amputee est un court métrage américain réalisé par David Lynch en 1974.
Pendant la période où Lynch travaillait sur Eraserhead, Fred Elmes, qui avait aidé Lynch dans son premier film, devait tester du matériel audiovisuel.
Lynch profita de cette occasion pour réaliser un petit court métrage avec lui et Catherine E. Coulson (la femme à la bûche de Twin Peaks).